# Тополка
Тополка (болг. Тополка) — село в Болгарии. Находится в Кырджалийской области, входит в общину Крумовград. Население составляет 74 человека.

## Политическая ситуация
Тополка подчиняется непосредственно общине и не имеет своего кмета.
Кмет (мэр) общины Крумовград — Себихан Керим Мехмед (Движение за права и свободы (ДПС)) по результатам выборов в правление общины.